# Йоланда Менс
Йоланда Менс (нід. Jolanda Mens; нар. 4 лютого 1978) — колишня нідерландська тенісистка.
Найвищу одиночну позицію світового рейтингу — 285 місце досягла 3 лютого 2003, парну — 199 місце — 1 жовтня 2001 року.
Здобула 2 одиночні та 14 парних титулів.

## Фінали ITF
| турніри $50,000 |
| турніри $25,000 |
| турніри $10,000 |

### Одиночний розряд: 5 (2–3)
| Результат | Ранг | Дата           | Турнір                         | Покриття | Суперниця            | Рахунок          |
| --------- | ---- | -------------- | ------------------------------ | -------- | -------------------- | ---------------- |
| Поразка   | 1.   | 23 червня 1997 | ITF Велп, Нідерланди           | Ґрунт    | Ева Бес              | 4–6, 7–6(2), 5–7 |
| Поразка   | 2.   | 21 серпня 2000 | ITF Касторія, Греція           | Килим    | Елені Даніліду       | 3–6, 1–6         |
| Перемога  | 1.   | 3 червня 2002  | ITF Познань, Польща            | Ґрунт    | Ліана Унгур          | 6–0, 7–5         |
| Поразка   | 3.   | 10 червня 2002 | ITF Ралте, Нідерланди          | Ґрунт    | Сілвана Бауер        | 1–6, 0–6         |
| Перемога  | 2.   | 21 липня 2002  | ITF Кампус-ду-Жордау, Бразилія | Тверде   | Марія Фернанда Алвеш | 6–2, 4–6, 6–2    |

### Парний розряд: 36 (14–22)
| Результат | Ранг | Дата             | Турнір                            | Покриття | Партнерка           | Суперниці                                  | Рахунок          |
| --------- | ---- | ---------------- | --------------------------------- | -------- | ------------------- | ------------------------------------------ | ---------------- |
| Перемога  | 1.   | 9 червня 1997    | ITF Боссонан, Швейцарія           | Ґрунт    | Кім Кілсдонк        | Лаура Бао Сесілія Шарбонньє                | 6–4, 6–2         |
| Перемога  | 2.   | 16 червня 1997   | ITF Клостерс-Serneus, Швейцарія   | Ґрунт    | Кім Кілсдонк        | Елена Хурісіч Мілагрос Секера              | 6–7(8), 6–4, 6–2 |
| Поразка   | 1.   | 29 червня 1997   | ITF Велп, Нідерланди              | Ґрунт    | Кім Кілсдонк        | Галина Димитрова Дессислава Топалова       | 7–5, 5–7, 4–6    |
| Поразка   | 2.   | 5 липня 1997     | ITF Горн, Нідерланди              | Ґрунт    | Кім Кілсдонк        | Іветте Бастінг Сімона Ґалікова             | 1–6, 6–1, 4–6    |
| Перемога  | 3.   | 4 серпня 1997    | ITF Ребек, Бельгія                | Ґрунт    | Кім Кілсдонк        | Анніка Ліндстедт Аннемарі Міккерс          | 6–3, 6–4         |
| Перемога  | 4.   | 12 січня 1998    | Рейк'явік, Ісландія               | Килим    | Кім Кілсдонк        | Ольга Виметалкова Габріела Хмелінова       | 6–4, 5–7, 7–5    |
| Поразка   | 3.   | 22 червня 1998   | Велп, Нідерланди                  | Ґрунт    | Кім Кілсдонк        | Клаудія Реймерінґ Андреа ван ден Гурк      | 4–6, 4–6         |
| Перемога  | 5.   | 20 вересня 1998  | Констанца, Румунія                | Ґрунт    | Деббі Гак           | Ніно Луарсабішвілі Аліче Пірсу             | 6–3, 7–6         |
| Перемога  | 6.   | 15 березня 1999  | Петруполі, Греція                 | Ґрунт    | Андреа ван ден Гурк | Адрієнн Хегюдюш Ванесса Генке              | 6–4, 6–3         |
| Поразка   | 4.   | 25 квітня 1999   | Джакарта, Індонезія               | Тверде   | Діанн Асенсіо       | Іраваті Іскандар Вінне Пракуся             | 1–6, 3–6         |
| Поразка   | 5.   | 27 червня 1999   | Велп, Нідерланди                  | Ґрунт    | Еві Домінікович     | Наташа Ґалауза Каталін Мішкольці           | 3–6, 5–7         |
| Поразка   | 6.   | 4 липня 1999     | Алкмар, Нідерланди                | Ґрунт    | Анаук Стерн         | Штефані Гайднер Деббі Гак                  | 4–6, 6–1, 3–6    |
| Поразка   | 7.   | 10 вересня 2000  | Мольєрусса, Іспанія               | Килим    | Ганна Коллін        | Марілен Лузі Лучія Талло                   | 5–7, 3–6         |
| Поразка   | 8.   | 30 вересня 2000  | Тбілісі, Грузія                   | Ґрунт    | Алена Пауленкова    | Маріана Діас-Оліва Мара Сантанджело        | 6–4, 3–6, 2–6    |
| Поразка   | 9.   | 4 березня 2001   | Бендіго, Австралія                | Тверде   | Деббі Гак           | Ліенн Бейкер Шеллі Стефенс                 | 3–6, 2–6         |
| Поразка   | 10.  | 18 березня 2001  | Беналла, Австралія                | Трава    | Деббі Гак           | Монік Адамчак Саманта Стосур               | 3–6, 5–7         |
| Перемога  | 7.   | 1 квітня 2001    | Корова, Австралія                 | Трава    | Деббі Гак           | Беті Секуловскі Ніколь Сьюелл              | 6–4, 6–3         |
| Поразка   | 11.  | 17 червня 2001   | Raalte, Нідерланди                | Ґрунт    | Деббі Гак           | Milica Koprivica Анаук Стерн               | 2–6, 7–5, 6–7(2) |
| Поразка   | 12.  | 1 липня 2001     | Алкмар, Нідерланди                | Ґрунт    | Деббі Гак           | Сусанне Трік Анаук Стерн                   | 4–6, 4–6         |
| Перемога  | 8.   | 30 липня 2001    | Понтеведра, Іспанія               | Тверде   | Наташа Ґалауза      | Олександра Кравець Аранча Парра Сантонха   | 7–6(5), 6–2      |
| Поразка   | 13.  | 26 серпня 2001   | Енсхеде, Нідерланди               | Ґрунт    | Деббі Гак           | Наташа Ґалауза Лотті Селен                 | 0–6, 6–2, 5–7    |
| Поразка   | 14.  | 9 вересня 2001   | Денен, Франція                    | Ґрунт    | Деббі Гак           | Емілі Луа Ірина Селютіна                   | 1–6, 3–6         |
| Поразка   | 15.  | 27 січня 2002    | Курмайор, Італія                  | Тверде   | Юлія Бейгельзимер   | Гульнара Фаттахетдінова Марія Кондратьєва  | 7–5, 3–6, 4–6    |
| Перемога  | 9.   | 31 березня 2002  | Афіни, Греція                     | Ґрунт    | Андреа ван ден Гурк | Ана Четник Драгиця Йоксимович              | 7–5, 6–1         |
| Перемога  | 10.  | 3 червня 2002    | Познань, Польща                   | Ґрунт    | Тессі ван де Вен    | Селесте Контін Ана Лусія Мільяріні де Леон | 6–2, 6–2         |
| Перемога  | 11.  | 10 червня 2002   | Raalte, Нідерланди                | Ґрунт    | Сара Стоун          | Дарія Іванова Тіффані Велфорд              | 4–6, 6–3, 6–0    |
| Поразка   | 16.  | 24 червня 2002   | Алкмар, Нідерланди                | Ґрунт    | Сара Стоун          | Кім Кілсдонк Ніколе Мельх                  | 6–7(2), 2–6      |
| Поразка   | 17.  | 30 червня 2002   | Рабат, Марокко                    | Ґрунт    | Деббі Гак           | Гульнара Фаттахетдінова Марія Кондратьєва  | 3–6, 5–7         |
| Поразка   | 18.  | 21 липня 2002    | Кампус-ду-Жордау, Бразилія        | Тверде   | Андреа ван ден Гурк | Бруна Колозіу Карла Тіене                  | 1–6, 6–4, 4–6    |
| Поразка   | 19.  | 18 травня 2003   | Казале-Монферрато, Італія         | Ґрунт    | Штефані Вайс        | Ліенн Бейкер Елке Клейстерс                | 1–6, 2–6         |
| Поразка   | 20.  | 23 червня 2003   | Алкмар, Нідерланди                | Ґрунт    | Марієль Гоґланд     | Леслі Буткевіч Кім Кілсдонк                | 1–6, 4–6         |
| Перемога  | 12.  | 24 серпня 2003   | ITF Енсхеде, Нідерланди           | Ґрунт    | Мішелль Герардс     | Кіка Гоґендорн Лаура-Рамона Хусару         | 6–3, 7–6(5)      |
| Поразка   | 21.  | 31 серпня 2003   | ITF Алфен-ан-ден-Рейн, Нідерланди | Ґрунт    | Анаук Стерн         | Тессі ван де Вен Сюзанне ван Гартінґсвелдт | 2–6, 2–6         |
| Поразка   | 22.  | 16 лютого 2004   | ITF Капріоло, Італія              | Килим    | Штефані Вайс        | Емма Лайне Ессі Лайне                      | 3–6, 3–6         |
| Перемога  | 13.  | 11 квітня 2004   | ITF Торре-дель-Греко, Італія      | Ґрунт    | Шанелль Схеперс     | Мішелль Герардс Марієль Гоґланд            | 6–3, 6–0         |
| Перемога  | 14.  | 1 листопада 2004 | ITF Стокгольм, Швеція             | Тверде   | Міхаелла Крайчек    | Софія Авакова Ірина Кузьміна               | 6–2, 6–3         |